# Ruský Potok
Ruský Potok est un village de l'Est de la Slovaquie situé dans la région de Prešov.

## Histoire
Première mention écrite du village en 1635.

## Démographie

### Évolution de la population
| Année:               | 1994. | 2004.    | 2014.    | 2024.    |
| -------------------- | ----- | -------- | -------- | -------- |
| Nombre de personnes: | 191   | 152      | 135      | 111      |
| Différence:          |       | -20,41 % | -11,18 % | -17,77 % |

| Année:               | 2023. | 2024.   |
| -------------------- | ----- | ------- |
| Nombre de personnes: | 113   | 111     |
| Différence:          |       | -1,76 % |